# Каторжные централы России

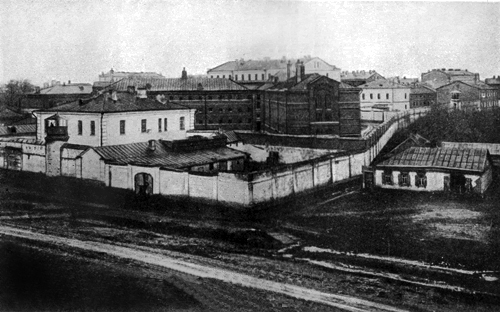
Орловский централ

Центра́л (уст.) — центральная каторжная тюрьма.

## История
Каторжные централы появились в Российской империи в XIX веке в результате реформы полиции и тюремной системы России. До 1879 года в России отсутствовало централизованное управление местами заключения. В результате реформы была создана единая общегосударственная тюремная система. Были созданы тюрьмы трёх типов:
1. Крупные тюрьмы с центральным подчинением (так называемые «централы»), такие как Александровский централ около Иркутска и др., подчинённые непосредственно Главному тюремному управлению; ему же были переданы Петропавловская и Шлиссельбургская крепости, ранее бывшие в ведении III отделения;
2. Тюрьмы общего типа, подчинённые губернским тюремным инспекциям;
3. Каторжные тюрьмы.

К концу XIX века в России существовали следующие тюрьмы-централы: Александровский (в селе Александровское, близ Иркутска), Виленский, Илецкий, Иркутский, Николаевский, Нерчинские (Горно-Зерентуйский, Акатуйский и др.), Новоборисоглебский, Новобелгородский, Псковский, Симбирский, два Тобольских, Усть-Каменогорский, Усть-Кутский, Харьковский, Псковский, Рижский.
Кроме того, каторжные работы велись в Зерентуйской каторжной тюрьме, Иркутском, Усть-Кутском и других казённых солеваренных заводах, на Сахалине и Сибирской железной дороге (Транссиб). С 1893 года каторжные тюрьмы в европейской части России были либо упразднены, либо переданы в тюрьмы общего типа (кроме Шлиссельбургской каторжной тюрьмы для политических заключённых). Каторжные учреждения находились в ведении Кабинета Его Императорского Величества

## Закон от 18 апреля 1869 года
По закону от 18 апреля 1869 года, который продолжал действовать и после 1879 года, в Сибирь на каторжные работы направлялись только осужденные в Сибири и зауральских частях Пермской и Оренбургской губерний, а все прочие, приговоренные к каторге, помещались в каторжных тюрьмах — Новоборисоглебской, Новобелгородской, Илецкой, Виленской, Пермской, Симбирской и Псковской, двух тобольских и Александровской близ Иркутска. Каких бы то ни было работ в этих тюрьмах не производилось.
В 1893 году были упразднены последние каторжные тюрьмы, существовавшие в Европейской России — каторжные централы Илецкий, Новоборисоглебский, Новобелгородский были закрыты, а вместо них были учреждены арестантские отделения.
В годы столыпинских реформ 1906—1911 годов ряд уже существовавших тюрем был преобразован в каторжные централы — Шлиссельбургский, Вологодский, Московский (Бутырская тюрьма), Владимирский, Новониколаевский (Херсонская губерния), Орловский, Смоленский, Ярославский.
Особенно тяжелыми условиями и зверствами по отношению к каторжанам отличался Орловский централ. В марте 1917 года, после свержения самодержавия, каторга в России была упразднена, арестанты централов оказались на свободе.